# Andrei Mărgăritescu
Andrei Silviu Mărgăritescu (Pitești, 1º gennaio 1980) è un ex calciatore rumeno, di ruolo centrocampista.

## Palmarès

### Club

#### Competizioni nazionali
- Coppa di Romania: 1

Dinamo Bucarest: 2004-2005
- Supercoppa di Romania: 1

Dinamo Bucarest: 2005
- Campionato rumeno: 1

Dinamo Bucarest: 2006-2007